# Даннинг, Ник
Ник Да́ннинг (англ. Nick Dunning, род. 1959, Уэксфорд, Ирландия) — англо-ирландский актёр. Наиболее известен по роли Томаса Болейна, графа Уилтшира в первых двух сезонах культового телесериала «Тюдоры», за которую получил престижную ирландскую награду IFTA.

## Биография
Даннинг посещал частную школу в Лондоне и общеобразовательную школу в Лестере. Он с отличием окончил Королевскую академию драматического искусства, где награду Ронсона как „самый многообещающий молодой актёр“. За свою богатую творческую жизнь он работал с Королевской шекспировской компанией, играл в театрах Ройал-Корт, Вест-Энд и театре Гейт в Дублине.

## Личная жизнь
Ник Даннинг женат на Лиз-Энн Маклафлин с 1992 года. У супругов есть две дочери, Китти и Фиби. Они живут в Долки, Дублин.

## Избранная фильмография
| Год     | Название на русском      | Название на английском | Роль                    | Примечания                                    |
| ------- | ------------------------ | ---------------------- | ----------------------- | --------------------------------------------- |
| 2004    | Александр                | Alexander              | Аттал                   | Фильм                                         |
| 2007    | Мой мальчик Джек         | My Boy Jack            | полковник Фергюсон      | Фильм                                         |
| 2007–08 | Тюдоры                   | The Tudors             | Томас Болейн            | Телесериал; главная роль (20 эпизодов)        |
| 2008    | Пятьдесят ходячих трупов | Fifty Dead Men Walking | доктор                  | Фильм                                         |
| 2011    | Железная леди            | The Iron Lady          | Джим Прайор             | Фильм                                         |
| 2012    | Хэтфилды и Маккои        | Hatfields & McCoys     | проповедник Гаррет Дайк | Мини-сериал; 3 эпизода                        |
| 2013–15 | Демоны Да Винчи          | Da Vinci's Demons      | кардинал Люпо Меркури   | Телесериал; второстепенная роль (11 эпизодов) |